# سرگرمی خانگی والت دیزنی
والت دیزنی هوم اینترتینمنت (انگلیسی: Walt Disney Studios Home Entertainment) شرکت رسانه‌ای آمریکایی است، که در سال ۱۹۸۷ تأسیس شد.